# 王守仁记功碑
王守仁记功碑，为一处历史名胜，位于江西庐山，碑文为明朝军事将领王守仁撰并书写，又称作“王阳明记功碑”。

## 地理位置
位于今江西省庐山峰境内的李璟读书台下石壁。石壁上共有三处摩崖石刻：中为宋朝诗人、书法家黄庭坚书的《七佛偈》，右边为明朝文学家徐岱诗，左即为王守仁记功碑。
记功碑碑文共有136字，为王守仁所书，遒劲庄重。

## 历史背景
中国古代大征战得胜，有勒石记功的传统。明武宗时，明朝皇室南昌宁王朱宸濠发动大规模叛乱，史称“寧王之亂”。叛军开始势如破竹，攻掠了许多城池，直望南京，地方军无力平定。
王守仁当时去福建剿匪，部队到达丰城，碰到宁王朱宸濠举兵叛乱的军队。王守仁一面积极备战，调遣军队粮草，修整城池，一面散发讨贼檄文，尽数宁王之罪，号召地方团结一致起兵勤王。
当时情况危急，宁王意欲乘势挥师顺长江东下攻占南京。倘若南京失守，宁王就有本钱称帝，而南京地理位置又非常重要，一旦占据，尽得地利。王守仁做了很多情报敌特工作，让宁王判断屡屡出错，延误了军时；王守仁并加紧遣兵调将，做好了合围宁王叛军的充分准备。
宁王于七月率大军六万，下九江、掠南康，并成功渡过长江要攻取安庆。王守仁旋即调军八万，虚张声势号称三十万大军。王守仁并不急救危城安庆，反而进军宁王的后方大本营南昌，并在鄱阳湖迎战宁王叛军。
南昌很快被王守仁军攻破，王守仁旋即分五路迎击宁王回援南昌大军。宁王大军腹背受敌，又中了埋伏，交战不久就溃败退守八字脑地区。宁王做了最后一搏，调遣会合在九江、南康的精锐部队再次出击，被王守仁军击败，王守仁并攻取了重地南康。
鄱阳湖上，王守仁用了赤壁之战的战术——火攻，近焚宁王战舰辎重。宁王宫人及文武官员们纷纷跳水自杀，宁王也被生擒。平定宁王之乱只用了三十五天。王守仁因此得“大明军神”的称号。
明武宗想炫耀一下自己的武功，自北京南下亲征，从王守仁那儿得宁王后假意释放宁王，并“亲自”将宁王俘虏。

## 碑文
王守仁《记功碑》全文：
正德已卯，六月乙亥，宸濠以南昌叛，称兵向阙。破南康、九江，攻安庆，远近震动。
七月辛亥，臣守仁以列郡之兵复南昌，宸濠擒，余党悉定。当是时，天子闻变赫怒，亲统六师临讨，遂俘宸濠以归。
于赫皇威，神武不杀。如霆之震，靡击而折。神器有归，孰敢窥窃。天鉴于宸濠，式昭皇灵，以嘉靖我邦国。
正德庚辰正月晦，都督军务都御史，王守仁书。从征官属列于左方。